# Alma, Kansas
Alma är administrativ huvudort i Wabaunsee County i delstaten Kansas. Enligt 2010 års folkräkning hade Alma 832 invånare.